# Mununga
Mununga è un ward dello Zambia, parte della Provincia di Luapula e del Distretto di Chienge.